# Franz von Elbracht

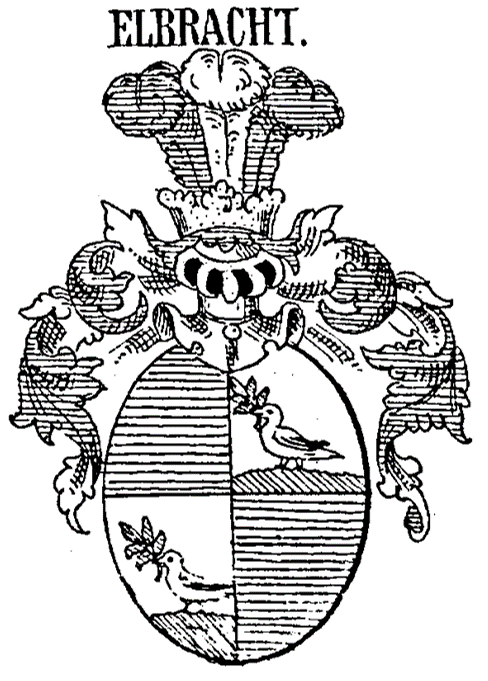
Wappen derer von Elbracht

Franz Valentin Elbracht, seit 1806 Ritter von Elbracht (* 10. August 1764 in Mannheim; † 19. Februar 1825 in München) war ein bayerischer Generalleutnant.

## Leben
Franz Valentin Elbracht wurde am 10. August 1764 in Mannheim als Sohn des Notars Joseph Elbracht und dessen Gattin Susanna geb. Zunțius (Zuntzius) geboren.  Am 5. Mai 1782 als Kadett in das damalige kurpfälzische Füsilierregiment „Rodenhausen“ eingetreten, erwarb er am 18. August 1786 durch Kauf die Stelle eines Fähnrichs im Dragoner-Regiment „Leiningen“, in dem er auch, nachdem es am 1. August 1788 in ein Chevaulegers-Regiment umgewandelt worden war, am 10. Februar 1790 zum Oberleutnant befördert wurde und 1793 und 1794 an den Kriegen gegen Frankreich teilnahm. Für seinen Einsatz dort erhielt er mit kurfürstlichem Reskript vom 19. Februar 1795 das neugeschaffene Militärehrenzeichen.
Mit Datum 25. September 1797 wurde er zum Kapitän befördert und kämpfte 1800 wieder gegen Frankreich. Am 7. März 1802 zum Major bei den Taxis-Dragonern befördert, kehrte er am 4. November 1804 wieder zu seinem früheren Regiment zurück, das seit dem 27. März 1804 die Nummer 3 führte. In dieser Stellung zeichnete er sich bei den Kämpfen persönlich so sehr aus, dass er bei Stiftung des Militär-Max-Joseph-Ordens im Armeebefehl vom 1. März 1806 als Kommandeur in den Orden aufgenommen wurde; damit verbunden waren der persönliche Adel und die Eintragung in die bayerische Adelsmatrikel mit dem Prädikat Ritter von Elbracht.
Am 15. August 1806 wurde er zum Oberstleutnant im 1. Dragoner-Regiment „Minucci“ befördert und nahm mit diesem 1806/07 am Feldzug gegen Preußen teil, wurde aber schon am 27. Januar 1808 Oberst des 1. Chevaulegers-Regiments „Kronprinz“, das er in den Feldzug 1809 gegen Österreich führte. Anstelle des erkrankten Grafen Seydewitz am 11. Juli 1812 zum Kommandeur der 1. Kavallerie-Brigade (umfassend das 1., 3. und 6. Chevaulegers-Regiment) des I. bayerischen Armeekorps’ ernannt, führte er die Brigade am 7. September 1812 in der Schlacht bei Borodino und wurde dafür im Armeebefehl vom 19. August 1813 zum Ritter der französischen Ehrenlegion ernannt. Schon am 10. August 1813 war er zum Generalmajor befördert und zum Kommandeur einer Kavalleriebrigade ernannt worden, die er in den Feldzügen 1813, 1814 und 1815 gegen Frankreich führte. Vom 27. November 1815 bis zum 20. Februar 1824 war er Kommandeur der 2. Kavallerie-Brigade der 1. Armee-Division in München. Am 10. Februar 1824 zum Vizepräsidenten beim Generalauditoriat bestellt, wurde er am 11. Februar 1824 Generalleutnant.
Elbracht starb am 19. Februar 1825 zu München am Schlagfluss. Zum Andenken an seine Verdienste erhielt mit Datum 16. September 1842 der Kavalier III der Landesfestung Ingolstadt den Namen „Elbracht“. Sein Grab befindet sich auf dem Alten Südfriedhof in München.

## Familie
Franz von Elbracht war dreimal verheiratet (und zweimal verwitwet), zuletzt (1814) mit der Wiener Bankierstochter Josepha Segalla von Kornfeld (1779–1857). Aus der Ehe mit Maria Sedlmayr hatte er einen Sohn Josef (8. Dezember 1797 – 24. Juli 1841), der Offizier (Oberleutnant) wurde wie sein Vater, und drei Töchter. Die Tochter Babette (29. Januar 1807 – 20. August 1889) heiratete den späteren Generalleutnant Michael von Schuh, die Tochter Magdalena (3. Dezember 1800 – 16. März 1843) den Augenarzt Joseph  Schlagintweit; die dritte Tochter, Elise (8. November 1809 – 10. Januar 1891), heiratete 1837 den Aktuar und späteren Regierungsdirektor in Mittelfranken und bayerischen Kämmerer Julius Freiherr von Lindenfels auf Thumsenreuth (1808–1882).

## Wappen
Blasonierung: Von Blau und Silber quadriert. In den Feldern 2 und 3 auf grünem Boden eine natürliche Taube mit grünem Zweig im Schnabel. Auf dem gekrönte Helm drei Straußenfedern, blau-silbern-blau. Die Helmdecken sind blau-silbern.